# Стружанова къща
Стружановата къща (на македонска литературна норма: Стружанова куќа) е възрожденска къща в град Охрид, Северна Македония. Сградата е обявена за значимо културно наследство на Република Македония.

## История
Къщата е разположена във Вароша, на улица „Цар Самуил“ № 30, и на изток е подпряна на Северната кула на Долната порта, а на запад граничи с Доковата къща. Построена е в 1855 година, като пръв собственик е Никола Кочин. По-късно става собственост на Йонче Стружан. Знае се, че в някакъв период сградата е собственост на турци – за това говорят и дървените капаци (мушараби) на прозорците, единствени в Охрид, отстранени в 1992 година.
Приземието е превърнато в ресторант.

## Архитектура
Състои се от приземие, мецанин и два ката. Високото приземие имало икономически функции, а експонираните катове били жилищна площ. Сградата е частично вкопана в кулата. Приземието е каменно, а катовете с паянтова конструкция. Интериорът е богат - с многобройни тавани, чичеклъци, долапи, декоративни ниши и т.н. От първия етаж се излиза на двора, който граничи с кулата на Долната порта, с част от крепостната стена, завършваща с друга ъглова кула и с напречна стена, която върви от ъгловата кула в посока запад - изток. В двора е имало домашен хамам - вторият такъв в града, заедно с този в Робевата къща. Хамамът по-късно е превърнат в жилищно помещение.